# Anders Larsson (Kruse)
Anders Larsson Cruus af Edeby, död 26 juni 1591, var en svensk militär och slottsloven.

## Biografi
Anders Larsson Cruus var son till fogden Lars Jespersson och Carin Ottosdotter. Han arbetade 1569 vid Upplandsfanan och var 1570–1572 fänrik vid fanan. Cruus blev 1575 löjtnant och 31 maj 1576 slottsloven på Revals slott. Han blev 1577 ryttmästare för en fana finska ryttare och 1582 ståthållare på Kalmar slott. Cruus avled 1591 och begravdes samma år i Helgarö kyrka.

### Egendom
Cruus ägde Edeby i Helgarö socken och Värnsta och Lundby i Husby-Rekarne socken.

### Familj
Cruus var gift med Christina Fleming, dotter av ståthållaren Peder Fleming och Carin Sparre. De fick tillsammans barnen Carin Cruus af Edeby (född 1573) som var gift med överstebefälhavaren Samuel Nilsson i Livland och häradshövdingen Frans Henrik Wackerbarth i Lagunda härad och landshövdingen Jesper Cruus af Edeby (1576–1647).